# Motorradsattel
Als Motorradsattel oder Motorradsitz wird der Teil des Motorrades bezeichnet, auf dem der Fahrer und gegebenenfalls der Sozius sitzen. Ist der Motorradsattel für beide Personen dabei aus einem durchgehenden Stück, spricht man auch von einer Motorradsitzbank. Der Motorradsattel gibt dem Gesäß beim Fahren Halt und ist in der Regel zusätzlich gepolstert oder abgefedert.

## Allgemeines
Während bei den ersten zweispurigen Kraftfahrzeugen der Sitz aufgrund der Entwicklungsbasis meist einem Fahrradsattel glich, entwickelten die Hersteller diese Basis stetig weiter, um Fahrkomfort und Sicherheit (Handling) zu verbessern. Die Sättel wurden breiter und weicher. Bis in die dreißiger Jahre blieben die Hinterräder meist ungefedert (Starrrahmen), lediglich die Vorderradfederung und der Sattel glichen Fahrbahnunebenheiten aus.

## Sattelarten

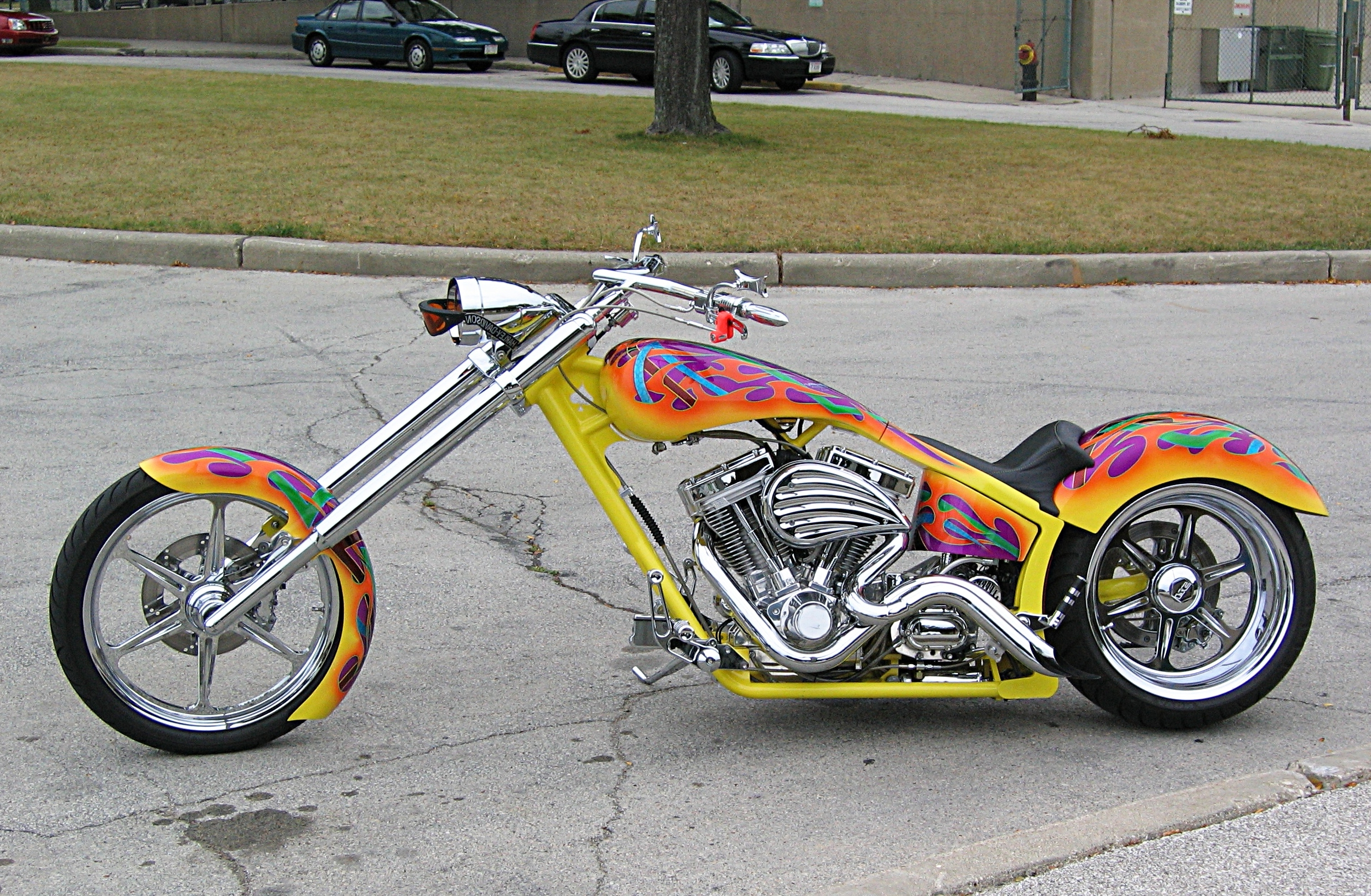
Sitzkissen bei einem Chopper

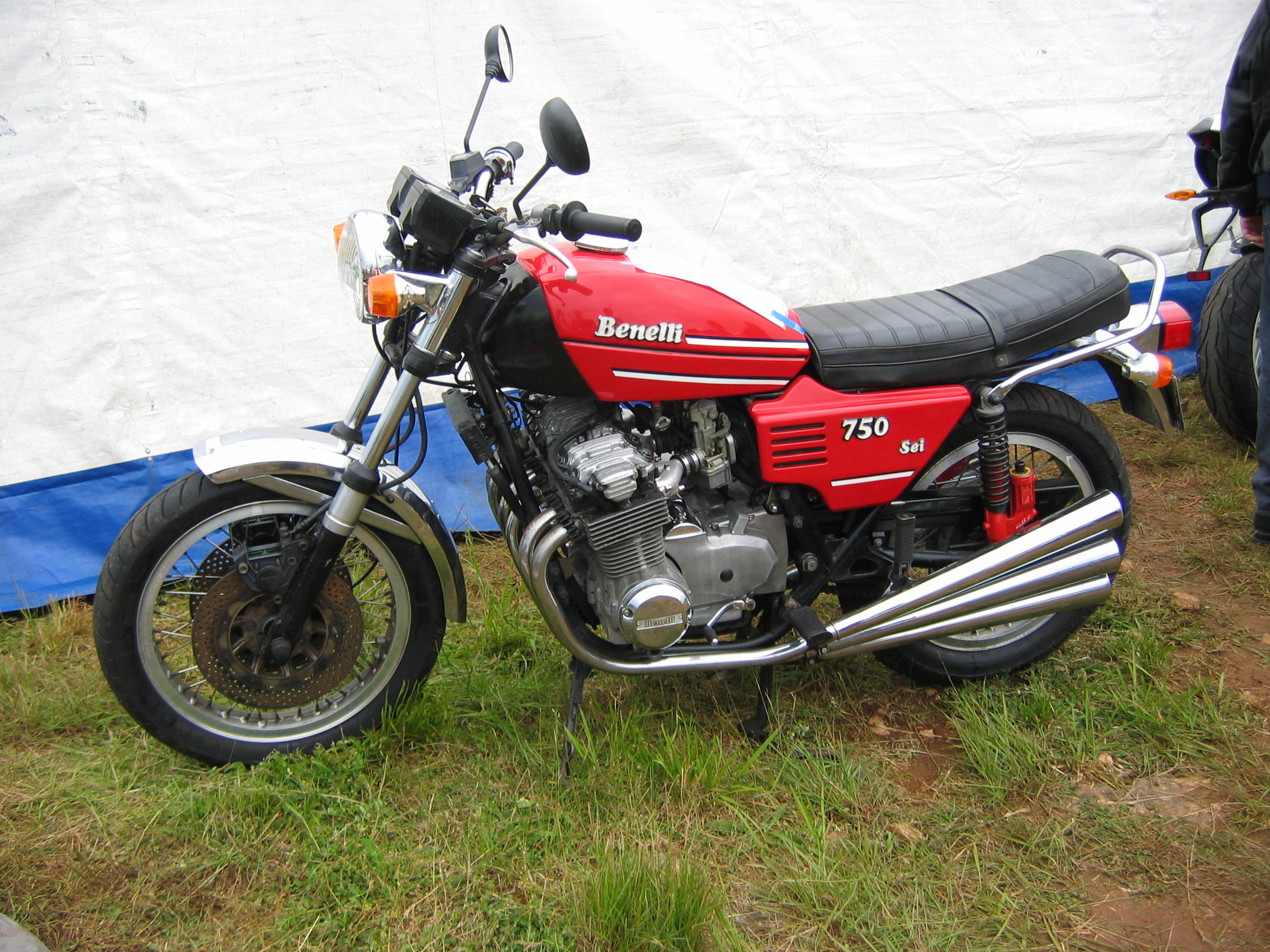
Benelli mit geradliniger, strukturierter Sitzbank

### Schwingsattel
Beim Schwingsattel ist nicht nur die Oberfläche (Satteldecke aus Leder oder Gummi) abgefedert (meist durch Drahtfedern, die in einem Rahmen gespannt sind), sondern die gesamte Sitzkonstruktion wird zusätzlich  mit einem Federelement über einen Lagerbolzen an der Sattelnase beweglich am Rahmen gelagert. So kann der Schwingsattel Stöße und Bodenwellen besser abfedern. Bei den früher hinten oft ungefederten Motorradrahmen verbesserte sich so der Fahrkomfort deutlich. Teilweise war über eine Verstellung der Federvorspannung sogar eine Anpassung an das Gewicht des Fahrers oder den Fahrbahnzustand möglich. Nachteilig sind Gewicht und Platzbedarf des Schwingsattels, der vor allem für den Sozius zu einer erhöhten Sitzposition über dem Hinterrad führte. Zur Sicherheit wurde oft ein fester Haltegriff am Sitz montiert.

### Sattelkissen, Sitzkissen
Um die Aufbauhöhe zu verringern und den Kontakt zwischen Fahrer und Motorrad zu verbessern, wurden als Motorradsattel auch Sattelkissen verwendet. Dabei kamen sowohl dünn gepolsterte Ledersättel wie bei den Motorrädern von Ernst Neumann-Neander (heute oft bei Choppern und Supersportlern wegen der gewünscht niedrigen Sitzhöhe und des Fahrzeugkontakts) als auch aufwendig mit Federunterbau und mehrschichtiger Satteldecke bezogene Sattelkissen wie bei der Megola zum Einsatz. Bei der zweiten Ausführung der AWO 425 Sport wurde die formschöne Doppelsitzbank zugunsten bequemerer Einzelsitzkissen mit Haltegriff für den Sozius aufgegeben.

### Sitzbank
Statt der hintereinanderliegenden Sattelkissen für Fahrer und Sozius mit Haltegriff hat sich heute die gemeinsame Sitzbank allgemein durchgesetzt. Als Schöpfer der Doppelsitzbank in Geigenform gilt allgemein die Marke Vincent H.R.D., die schon 1938 für das Modell Rapid 1000 den Feridax-Gummi-Doppelsitz einsetzte. Durch Änderungen bei Rahmengeometrie und Federung ist die Sitzbank heute oft auch ein gestalterisches Mittel. Die ursprüngliche Funktion der Abfederung von Fahrbahnunebenheiten tritt durch die vollgefederten Motorradrahmen teilweise in den Hintergrund. Hauptfunktion ist die Verbindung von Mensch und Maschine für eine sichere Fahrzeugbeherrschung bei möglichst komfortabler Sitzposition.

## Aufbau
Generell bestehen Motorradsättel aus einem tragenden Untergestell, der Polsterung und der Satteldecke/Bezug. Bei früheren Motorradsätteln verwendete man meist einen Rahmen oder ein geschlossenes Unterteil aus Stahlblech. Dieses wurde vom Sattler abgepolstert (oft mit Spiralfedern, später mit Schaumstoffkernen) und mit einer Satteldecke bezogen. Diese bestand bei den offenen Schwingsätteln meist aus dickerem Gummi oder Leder, bei Sitzkissen und Sitzbänken kommt meist Leder oder Kunststoff zum Einsatz.
Moderne Sitzbänke und Sitzkissen bestehen meist aus einem Formteil aus PUR-Schaum, dessen geschlossene Oberfläche eingefärbt und strukturiert werden kann und dann nicht extra bezogen oder endbearbeitet werden muss. Auch die tragenden Befestigungselemente (meist aus Kunststoff) werden direkt im Formteil vergossen. Die Oberflächen herkömmlicher Motorradsättel können durch Ziernähte (Absteppen), Punzieren oder Prägen in ihrer Oberfläche gestaltet werden. Zum Teil verbessert sich dabei der Sitzkomfort, oft geschieht die Oberflächengestaltung aus dekorativen Gründen.